# Сулыпа, Александр Владимирович
Алекса́ндр Влади́мирович Сулыпа (укр. Олександр Володимирович Сулипа; род. 3 июня 1972, Львов) — украинский шахматист, гроссмейстер (2001), старший тренер ФИДЕ (2011). Чемпион Украины среди юниоров (1991). Тренер-секундант Василия Иванчука (1994—2001). На Олимпиаде 1998[уточнить] был тренером сборной Украины (команда заняла 3-е место). Тренер сборной Польши (2007—2010), главный тренер сборной Украины с 2011 года. Ученик Адриана Михальчишина.
Бронзовый призёр чемпионата Средиземноморья (2006), в 2010 году разделил 2—3-е места на турнире Cultural Village в Вейк-ан-Зее.
В 1994 году окончил Львовский государственный институт физической культуры. В 2003 году окончил Национальную академию государственного управления при Президенте Украины. Воспитанник Львовской шахматной школы.